# Roodstaarttiran
De roodstaarttiran (Terenotriccus erythrurus) is een zangvogel uit de familie Onychorhynchidae.

## Verspreiding en leefgebied
Deze soort komt voor Midden-Amerika tot het Amazonegebied en telt acht ondersoorten:
- T. e. fulvigularis: van ZO-Mexico tot N-Venezuela, W-Colombia en NW-Ecuador.
- T. e. signatus: O-Colombia, O-Ecuador, O-Peru en W-Brazilië.
- T. e. venezuelensis: O-Colombia, Z-Venezuela en NW-Brazilië.
- T. e. erythrurus: O-Venezuela, de Guyana's en NO-Brazilië ten noorden van de Amazone.
- T. e. hellmayri: NO-Brazilië bezuiden de Amazone.
- T. e. purusianus: het Purus riviergebied van W-Brazilië.
- T. e. amazonus: NC-Brazilië bezuiden de Amazone.
- T. e. brunneifrons: O-Peru, ZW-Brazilië en N- en W-Bolivia.

## Status
De grootte van de populatie is in 2022 geschat op 0,5-5 miljoen volwassen vogels. Op de Rode lijst van de IUCN heeft deze soort de status niet bedreigd.